# Костамартина (Мачерата)
Костамартина (итал. Costamartina) насеље је у Италији у округу Мачерата, региону Марке.
Према процени из 2011. у насељу је живело 235 становника. Насеље се налази на надморској висини од 53 м.